# Archiearis indigena
Archiearis indigena là một loài bướm đêm trong họ Geometridae.